# 옥룡북초등학교
옥룡북초등학교는 대한민국 전라남도 광양시에 있는 공립 초등학교이다.

## 학교 연혁
- 1941년 4월 27일: 옥룡심상소학교 죽천간이학교 인가, 개교 (장달막 여사 공로)

## 참고 자료
- 옥룡북초등학교 - 한국교육학술정보원 학교알리미